# جينتريت سيتاكو
جينتريت سيتاكو (بالسويدية: Gentrit Citaku)‏ (25 فبراير 1996 بنورشوبينغ في السويد - ) هو لاعب كرة قدم سويدي في مركز الوسط. شارك مع منتخب السويد تحت 17 سنة لكرة القدم ومنتخب السويد تحت 19 سنة لكرة القدم. أما مع النوادي، فقد لعب مع نادي نوركوبنغ وIF Sylvia ‏.

## روابط خارجية
- جينتريت سيتاكو على موقع اتحاد السويد (السويدية)
- جينتريت سيتاكو على موقع قاعدة بيانات كرة القدم.إي يو (الإنجليزية)